# Savas
Savas település Franciaországban, Ardèche megyében. Lakosainak száma 896 fő (2022. január 1.). Savas Boulieu-lès-Annonay, Brossainc, Félines, Peaugres, Saint-Clair, Saint-Jacques-d’Atticieux, Saint-Marcel-lès-Annonay, Vinzieux és Saint-Julien-Molin-Molette községekkel határos.

## Népesség
A település népessége az elmúlt években az alábbi módon változott:
| Lakosok száma | 282  | 508  | 575  | 792  | 889  | 908  | 900  | 903  | 897  | 896  |
|               | 1968 | 1982 | 1990 | 2006 | 2013 | 2015 | 2017 | 2019 | 2020 | 2022 |